# アントナン・マーニュ
アントナン・マーニュ（Antonin Magne、1904年2月15日 - 1983年9月8日）は、フランス・カンタル県イトラック出身の名自転車競技選手。チーム監督としても名を上げた。

## 経歴
1927年、世界自転車選手権・プロロードレースの前身の大会として位置づけてられている、グランプリ・ヴォルベールにおいて、アルルイアチームの一員として優勝を経験。同年、ツール・ド・フランスに初参加した。

### ツール・ド・フランスにおける成績
1927年に初出場を果たして以来、毎年好成績を収めていた。
- 1927年･･･総合6位。区間1勝。
- 1928年･･･総合6位。区間2勝。
- 1929年･･･総合7位。
- 1930年･･･総合3位。区間1勝。

1931年。第9ステージのピレネー越えステージで区間制覇を果たしたマーニュは、同時にマイヨ・ジョーヌも奪取。最後は2位のジョセフ・ドミュイゼールに12分56秒の差をつけて悲願の総合優勝を果たした。
- 1933年･･･総合8位。

1934年。第2ステージで早くもマイヨ・ジョーヌを奪取したマーニュだが、中盤ステージにおいて、イタリアのジュゼッペ・マルターノの追い上げを受けた。しかし第15ステージから4ステージ連続で組まれたピレネー越えステージでマルターノ以下を圧倒し、2度目の総合優勝を飾った。
1936年は、シルベール・マースに続いて総合2位。1938年は総合8位に入り、出場した大会で全て総合ベスト10入りを果たした。
この他の実績として、グランプリ・デ・ナシオンは1934年、35年、36年と3連覇を達成。また、36年には世界選手権も制覇した。

### チーム・ディレクターとしての実績
メルシェチームの監督時代、ツール3連覇を達成することになるルイゾン・ボベや、総合優勝こそ果たせなかったものの、毎回ツールでは上位の成績に食い込んだレイモン・プリドールらを率いた。また、選手からの信頼も厚かったことから、「ムッシュ・マーニュ」と呼ばれていた。ちなみに、歴代のチーム・ディレクターとしての相対評価も高い。